# Scansione elicoidale

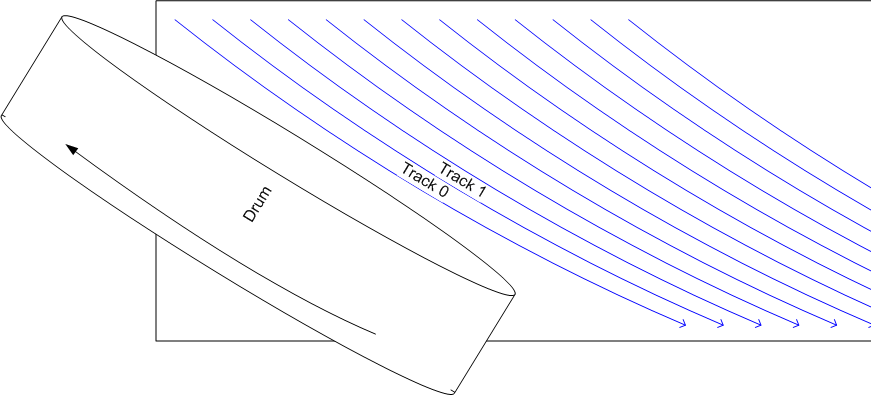
Sistema di registrazione elicoidale.

La scansione elicoidale è una tecnica che permette di registrare un segnale con elevata larghezza di banda su un nastro magnetico, segnale che non sarebbe possibile registrare utilizzando le testine fisse. La scansione elicoidale viene usata in quasi tutti i sistemi di videoregistrazione su nastro magnetico, sia di categoria professionale sia, nella variante elicoidale-azimutale, in quelli destinati all'utenza amatoriale.
Inventata nel 1960, questa tecnica viene oggi usata sia nei registratori audio digitali del formato DAT, sia nei molti sistemi di backup per computer.

## Principi di applicazione
In un sistema a testina fissa, il nastro scorre davanti alla testina con una velocità lineare. La testina crea un campo magnetico fluttuante correlato al segnale da registrare, e i dipoli del nastro magnetico sono allineati al campo magnetico e poi trattenuti in posizione dal legante. La velocità del nastro è direttamente collegata con la banda che è possibile registrare, e se è troppo bassa un segnale ad alta frequenza non potrà essere registrato correttamente: i dipoli magnetici sul nastro verranno orientati in maniera casuale, producendo un segnale distorto durante la lettura.
I segnali video e quelli audio digitali occupano una banda maggiore dell'audio analogico, per cui si rende necessaria una velocità lineare del nastro molto alta. Un simile sistema non è di pratica realizzazione: al di là dell'inerzia meccanica richiesta, ci sarebbero comunque problemi relativi alla durata massima del nastro e alla lunghezza delle bobine. Un unico sistema di videoregistrazione a testine fisse è stato prodotto, il VERA della BBC, ma non è mai stato considerato pienamente funzionale e fu obsoleto già all'epoca della sua introduzione.
La soluzione generalmente adottata consiste nel far ruotare rapidamente le testine trasversalmente rispetto al nastro, in modo che la loro velocità rispetto al nastro sia molto alta anche se il nastro scorre piuttosto lentamente. Per fare questo, le testine devono essere inclinate rispetto all'asse longitudinale del nastro, in modo che a ogni rotazione possano scrivere su una nuova sezione di nastro. Questo sistema è noto come scansione elicoidale perché il nastro descrive questo luogo geometrico mentre è avvolto attorno al cilindro (tamburo) su cui sono montate le testine.

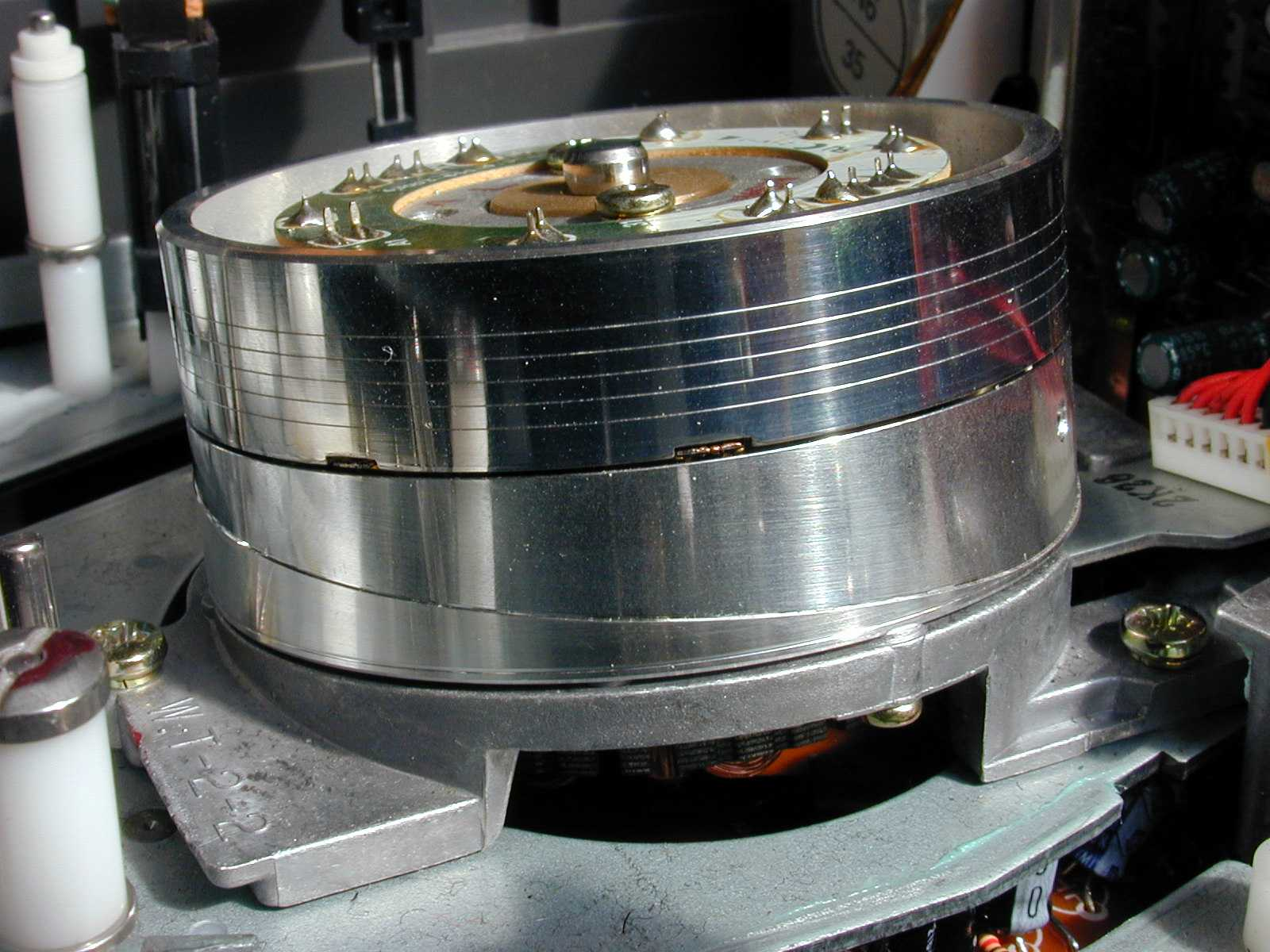
Tamburo portatestine di un videoregistratore VHS: si vedono tre delle sei testine e il percorso elicoidale del nastro attorno al tamburo.

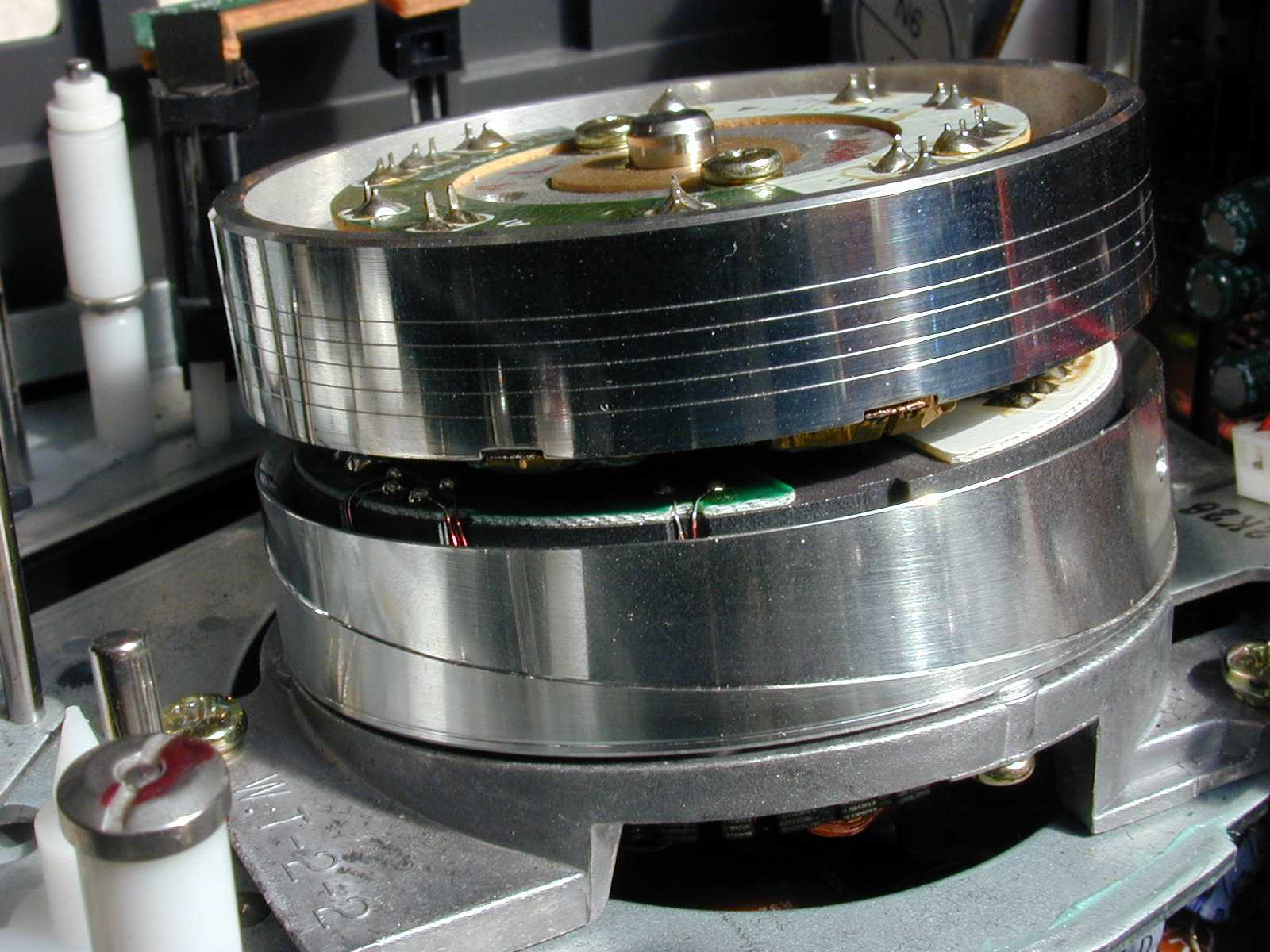
Lo stesso tamburo con la sezione superiore sollevata per maggiore chiarezza.

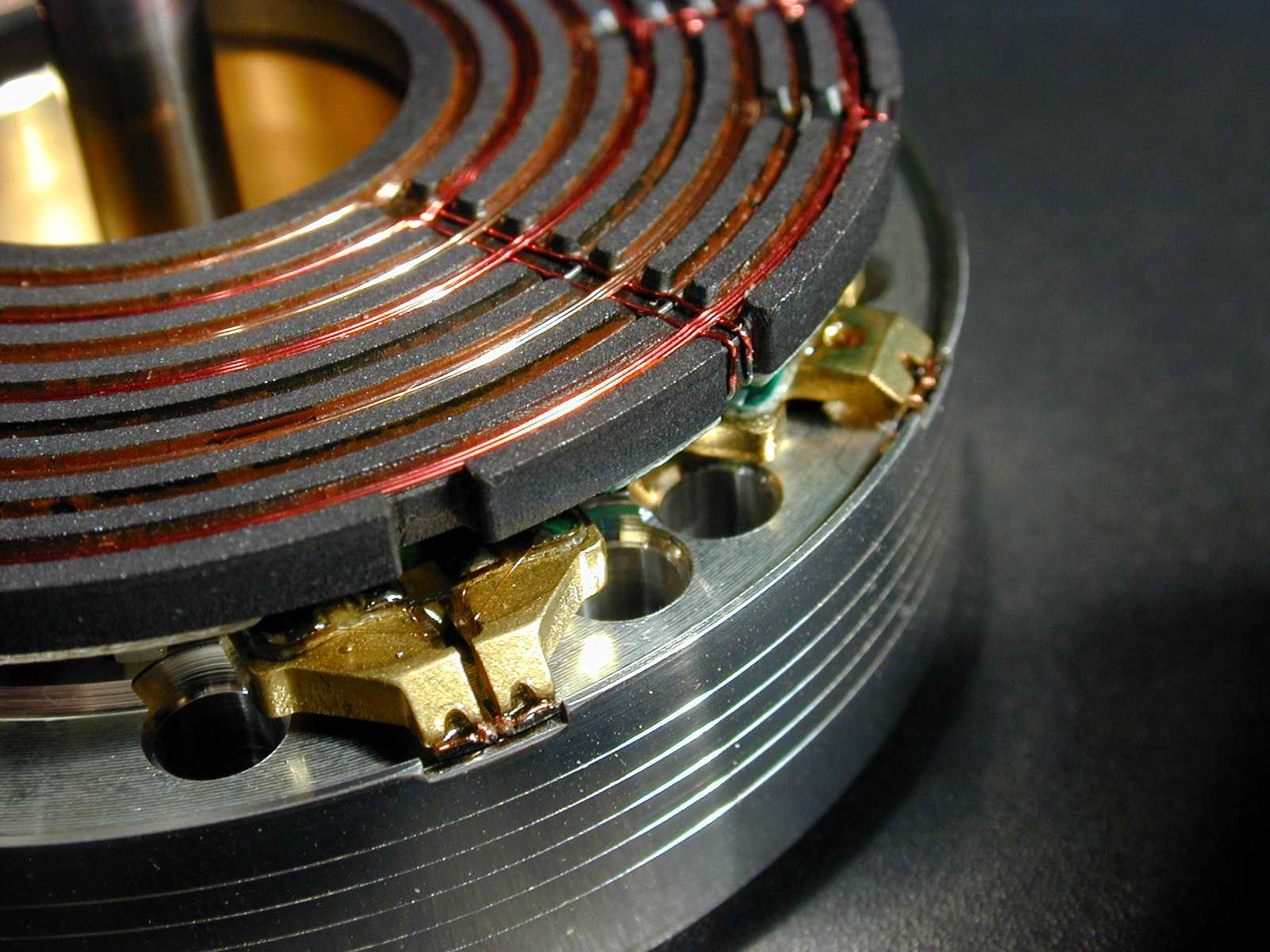
La sezione rotante del tamburo portatestine con il trasformatore rotativo e tre delle sei testine di questo particolare modello.

## Impiego nei videoregistratori
La scansione elicoidale trova uno dei più vasti campi di utilizzo nel campo della videoregistrazione, per via della complessità di registrazione di un segnale che, nel caso del video composito, presente una banda di oltre 18 ottave, da 50 Hz a 5 MHz. L'ampiezza del segnale è molto ridotta grazie alla modulazione di frequenza, ma la banda rimane comunque ampia.
Tutti i sistemi attualmente in uso usano questa tecnica, sia per registrare segnali analogici che digitali. Oltre alle tracce video, un formato di videoregistrazione comprende anche un certo numero di tracce registrate in senso longitudinale tramite testine fisse: timecode, tracce audio e control track sono registrati in questo modo, anche se i moderni videoregistratori digitali registrano anche l'audio tramite testine rotanti.
La scansione elicoidale è la logica progressione di una tecnica precedente (sviluppata dalla Ampex, usata sul formato 2 pollici Quadruplex e nota come scansione verticale. In questo schema, il tamburo rotante è posto perpendicolarmente al nastro, e registra tracce disposte quasi verticalmente sul nastro (largo 2 pollici). In un sistema NTSC, il tamburo gira a 14.400 giri al minuto, registrando il video in maniera segmentata (16 tracce per semiquadro), con conseguente complessità meccanica e circuitale. Lo sviluppo della scansione elicoidale permise lo sviluppo di videoregistratori di dimensioni contenute, e in seguito portatili.

### Segmentazione
Un formato di videoregistrazione è definito segmentato quando un semiquadro viene registrato su più tracce elicoidali, non segmentato se ogni semiquadro occupa una sola traccia. Nel campo della videoregistrazione analogica, solo il formato da 1 pollice standard B è segmentato, con un fotogramma (due semiquadri) registrato su 12 tracce di scansione. Questo crea problemi in lettura a velocità diverse da quella nominale di riproduzione e rende praticamente impossibile la riproduzione al contrario.
I formati digitali, invece, richiedono una larghezza di banda maggiore e sono praticamente tutti segmentati. Un videoregistratore digitale per forza di cose usa ampi buffer di lettura, per cui non presenta i problemi sopra citati (anche se la ricerca a velocità veloce crea un effetto di squadrettamento e rende molto meno riconoscibile l'immagine ricercata).
Un formato segmentato richiede una velocità di rotazione del tamburo maggiore di quella della frequenza di quadro del formato video in uso.

### Control track
La control track è una traccia longitudinale utilizzata per sincronizzare correttamente la macchina in lettura. Per ogni rotazione del tamburo, viene registrato un impulso su questa traccia, che viene poi usato in fase di lettura per agganciare la velocità del nastro al numero di tracce scandite dal tamburo.

## Problemi pratici
L'alta velocità relativa delle testine rispetto al nastro comporta prima di tutto il problema della rapida usura sia del nastro che della testina stessa, per cui è necessario che entrambi siano estremamente levigati e fatti di materiali con elevata durezza. Molti sistemi creano un cuscino d'aria per diminuire l'attrito tra i materiali, separando le testine dal nastro.
Un altro problema è quello dell'alimentazione dei segnali alle testine in rotazione, la cui soluzione tipica è data dall'accoppiamento induttivo dei segnali tramite un trasformatore rotativo, come si può notare nella terza immagine in basso.
Anche il meccanismo di trasporto del nastro è più complesso che in un sistema a testine fisse, dal momento che deve prevedere l'avvolgimento del nastro attorno al tamburo durante il caricamento, e piazzato correttamente lungo tutto il percorso.

### Schemi di avvolgimento
Esistono diversi sistemi di avvolgimento del nastro, chiamati a seconda della forma assunta dal nastro. I tipi fondamentali, sviluppati in origine, sono chiamati avvolgimento alfa (α) e avvolgimento omega (Ω), simili alle lettere greche relative.

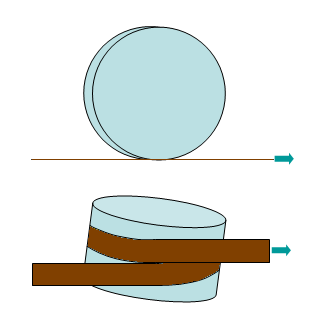
Schema di avvolgimento α.

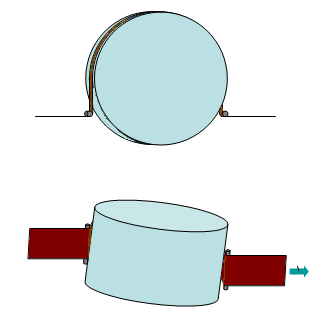
Schema di avvolgimento Ω a 180°.

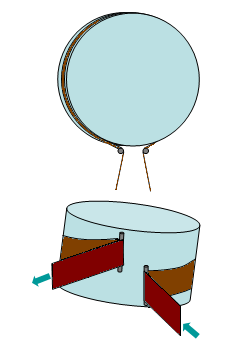
Schema di avvolgimento Ω con avvolgimento quasi completo.

L'avvolgimento alfa prevede un giro completo attorno al tamburo e l'impiego di una sola testina rotante. Questo schema presenta essenzialmente due problemi:
- il segnale non è registrabile nel periodo in cui la testina lascia il bordo del nastro prima di rientrare sulla traccia successiva., comportando una perdita di segnale, che tuttavia può essere compensata in alcuni casi: i videoregistratori in standard A compensavano la perdita inserendo impulsi di sincronizzazione opportunamente generati durante la rilettura;
- è applicabile solo a sistemi a bobina aperta, in quanto è molto complesso per un sistema di caricamento automatizzato creare l'avvolgimento completo.

L'avvolgimento omega prevede un avvolgimento del nastro parziale, limitato a 180°, con l'impiego di due testine rotanti, in grado di registrare un fotogramma video completo ad ogni rivoluzione. Questo sistema rende possibile l'impiego delle videocassette e della scansione elicoidale-azimutale (vedi sotto).
Questo tipo di avvolgimento conosce diverse varianti, come lo schema a M del VHS e lo schema a U dei sistemi U-matic.
Una particolare evoluzione è molto simile all'avvolgimento alfa, ed è usata dal formato da 1 pollice standard C, conservando la maggiore praticità dell'impiego di una sola testina. Questo formato prevede l'impiego di una seconda testina per registrare il segnale durante l'alternanza della testina principale.
I sistemi più moderni usano un numero di testine maggiore di due, per ottimizzare le diverse condizioni di lettura e registrazione. Per esempio, due testine supplementari sono usate per registrare l'audio Hi-Fi nei sistemi VHS, mentre i videoregistratori che lavorano con il video a componenti, come il betacam, usano due coppie di testine.
Ogni formato di videoregistrazione cerca di ottenere la massima densità di informazioni sul nastro magnetico, ma è necessario che non ci siano interferenze tra una traccia registrata e quella adiacente. Per migliorare l'isolamento tra due tracce contigue, il modo più comune è quello di interporvi un tratto di nastro non registrato, chiamato banda di guardia. Tutti i formati professionali, come l'U-matic e il betacam, usano questa tecnica, che serve anche per garantire la compatibilità in lettura di una nastro con tutte le macchine aderenti allo standard.

## Scansione elicoidale-azimutale
I videoregistratori di categoria non professionale, come il VHS e il betamax usano la variante della scansione elicoidale-azimutale per aumentare la densità di registrazione, aspetto fondamentale in un sistema orientato più alla maggiore durata delle cassette che alla qualità d'immagine (forzatamente limitata per motivi di banda). Tra le due testine montate sul tamburo c'è una differenza di inclinazione rispetto al nastro, con una testina inclinata verso sinistra e l'altra verso destra. Per via dell'inclinazione, ogni testina leggerà il segnale registrato dall'altra testina in maniera molto debole, minimizzando così le interferenze tra le tracce. Ogni quadro televisivo sarà così registrato su due tracce attigue con inclinazione differente (a seconda dello schema di progettazione, capita anche che le tracce elicoidali si sovrappongano).
Con la scansione elicoidale-azimutale la necessità delle bande di guardia è eliminata, consentendo così una maggiore densità di registrazione sul nastro.